# Serabit el-Chadim

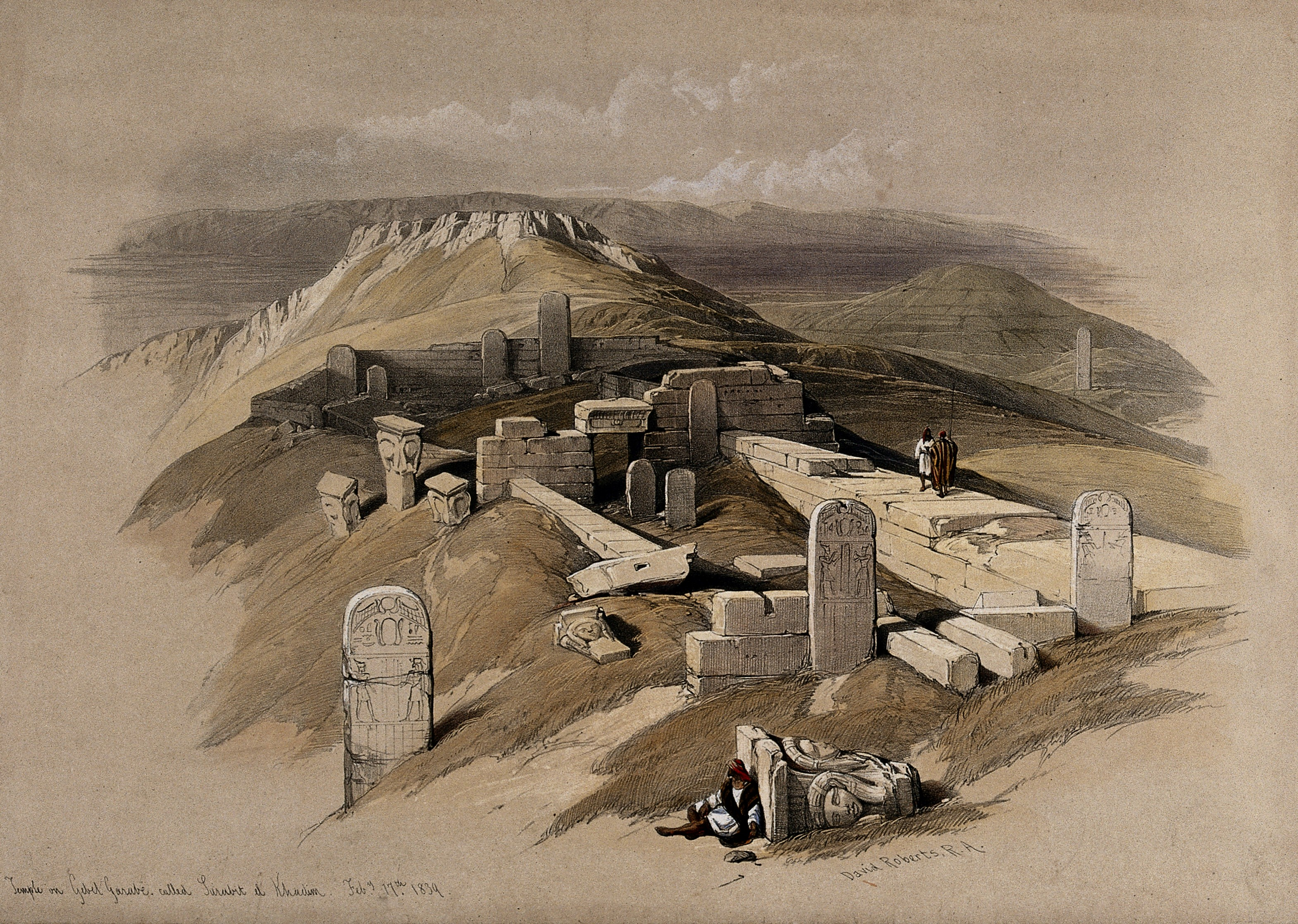
Ruinen des Tempelkomplex Serabit el-Chadim

Serabit el-Chadim, auch Serabit el-Khadim oder Sarabit al-Chadim (arabisch سرابيط الخادم, DMG Sarābīṭ al-Ḫādim), ist ein archäologischer Fundplatz auf der Sinai-Halbinsel.
Der Ort liegt auf halber Höhe der Westküste im südwestlichen Sinai, etwa 10 km nördlich vom Wadi Maghara. Er zählt zur wichtigsten Region altägyptischer Niederlassungen auf der Sinai-Halbinsel und diente hauptsächlich als Abbaustätte von Kupfer und Türkis. Hier wurden vor allem die Göttin Hathor als „Herrin des Türkis“ und Sopdu als „Herr der östlichen Wüste verehrt“.

## Geschichte
Ägyptische Einflüsse im Sinai sind bereits bis in die frühdynastische Epoche nachgewiesen. Die Halbinsel wurde vom Alten bis zum Neuen Reich nach Bodenschätzen durchsucht.

## Tempelkomplex

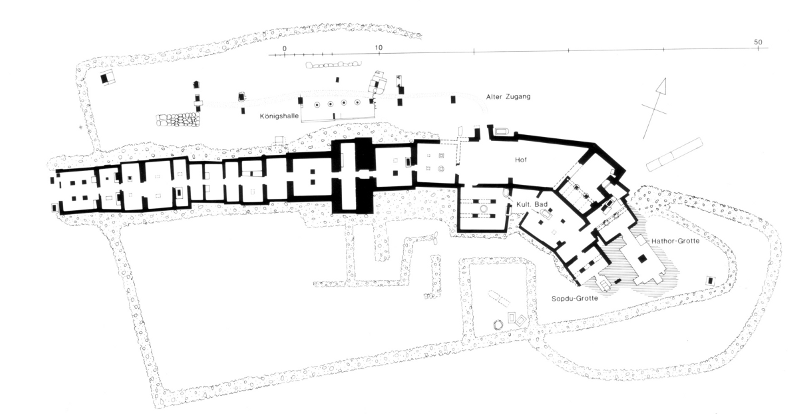
Plan des Tempelkomplexes

In Serabit el-Chadim befindet sich ein ungewöhnlicher Tempelkomplex von Schreinen und Sanktuaren, der vor allem Hathor, der Schutzgöttin der Arbeiter in den Kupfer- und Türkisminen gewidmet war. Der Tempel ist nicht wie üblich achsensymmetrisch, sondern musste an die lokalen Verhältnisse angepasst werden. Es handelt sich eher um ein unregelmäßiges, von einem Ringwall aus Bruchstein eingefasstes Viereck von circa 100 m Länge.

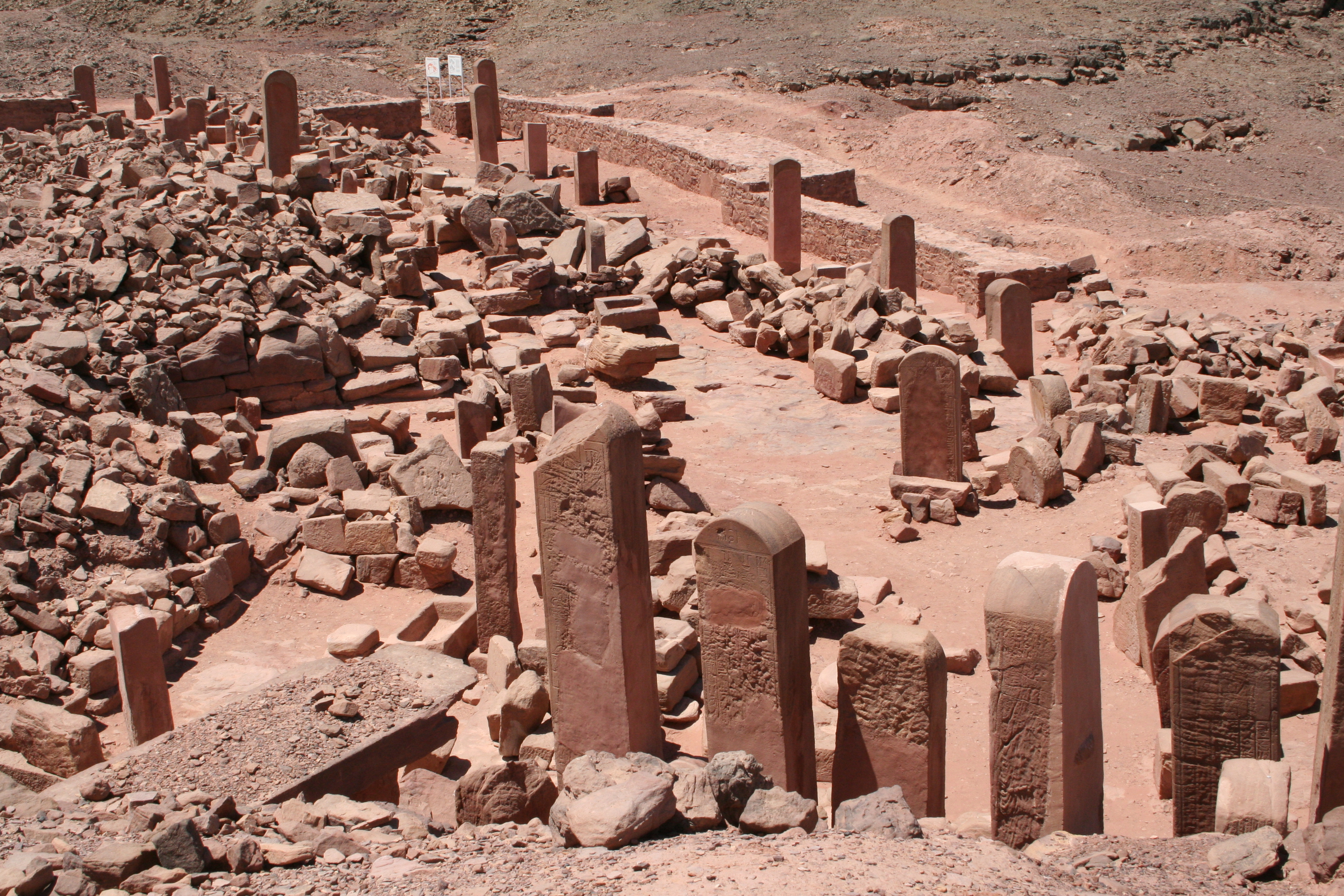
Stelen der Expeditionen

Der Haupteingang befand sich an der westlichen Schmalseite und wurde von Stelen von Ramses II. und Sethnacht flankiert. In west-östliche Richtung reihten sich bis zum Innenhof vierzehn, aus zurechtgehauenen Blöcken aufgemauerte, Pfeilerräume, die zwischen der 18. und 20. Dynastie angelegt wurden. Der größere Innenhof stammt vermutlich aus dem Mittleren Reich. Im innersten Winkel befanden sich die Kultgrotten der Hathor und des Sopdu, die von Amenemhet III. und Amenemhet IV. nebeneinander in der Südostecke des Hofes angelegt wurden und zu den ältesten Felstempel Ägyptens gehören.

## Funde
Zu den wichtigsten Funden zählen Stelen und Inschriften, die über Expeditionstätigkeiten Auskunft geben.
Darüber hinaus wurden in dicken Schichten zerbrochene Alabaster- und Fayence-Votive, sowie zahlreiche königliche und private Skulpturen, Stelen und Opferständer gefunden, die bis in die Zeit von König Snofru reichen.
In den Vorräumen der Sanktuare befanden sich Wasserbecken, die auf religiöse Waschungen hinweisen. Unter dem Heiligtum des Neuen Reiches wurden zudem dicke Schichten von Nadelholzasche gefunden, die auf intensive Räucherungen und auf Kultgebräuche des benachbarten Kanaan hinweisen.
In den Tempelanlagen von Serabit el-Chadim sind die ältesten Hinweise auf die Alphabetschrift gefunden worden – kanaanäische Zeichen, die aus der Zeit um 1900 v. Chr. stammen.
In diesem Kultort in der Steinwüste des Südwestsinai, der auch im Alten Testament erwähnt wird, wurde damals Kupfer und Türkis abgebaut. Ägyptische Expeditionen bedienten sich kanaanäischer Wanderarbeiter. Von diesen einfachen Beduinen stammen offenbar die 30 erhaltenen kanaanäischen Schriftzeugnisse, die dort bisher gefunden wurden. Von besonderer Bedeutung ist eine Sphinx-Statue, auf die im Jahre 1905 der Ägyptologe W. M. Flinders Petrie stieß. Die kanaanäischen Zeichen wurden 1915 von Alan Gardiner entziffert: Während die Hieroglyphen die ägyptische Göttin des Türkis – Hathor – preisen, sind in der kanaanäischen Übertragung die Laute für ihre eigene Göttin „Baʿalat“, die Frau des Gottes Baal, in den Sandstein gemeißelt worden. Gefunden wurde auch eine „ägyptische“ Sitzstatue mit der kanaanäischen Beschriftung – einer Widmung für den Gott der Minenarbeiter.
Offenbar waren die schriftlosen Viehhirten von der ägyptischen Hieroglyphen-Kultur fasziniert und übertrugen die ägyptischen Zeichen in stark vereinfachter Form in ihre Sprache – es entstand ein frühes kanaanäisches Alphabet mit 23 bis 25 Konsonanten. Die Kanaanäer waren die Vorfahren der Phönizier, über die das Alphabet dann nach Griechenland kam.